# Тамбей
Тамбей — деревня в Ямальском районе Ямало-Ненецкого автономного округа России.

## География
Находится на побережье Обской губы, в 12 км к юго-западу от устья реки Тамбей.
Расстояние до районного центра (Яр-Сале) — 514 км, до областного центра (Салехард) — 578 км.
Входит в пограничную зону РФ, которая в пределах ЯНАО установлена в полосе местности шириной 10 км от морского побережья.
Ближайший населенный пункт — вахтовый посёлок Сабетта, к югу в 29 км.

## Население
| 1989 | 2002 | 2010 |
| ---- | ---- | ---- |
| 512  | ↘0   | ↗34  |

## История
В 1933 году образован Тамбейский сельсовет (Тамбейский кочевой совет). Упразднен в 1947 г.
В 1940-е образовалась сеть факторий, куда входили Сёяха, Дровяная, Тамбей, Яда, Порц-Яха, Таркосале, Усть-Юрибей, Морды-Яха и др.
В 1944—1946 образован Тамбейский район, райцентром которого стал Тамбей.
С 2004 до 2021 гг. деревня относилась к межселенной территории Ямальского района, упразднённой в 2021 году в связи с преобразованием муниципального района в муниципальный округ.
Ранее деревня входила в Сёяхинский сельсовет.

## Экономика
Экономику деревни составляют торговля и оленеводство, добыча углеводородов на Южно-Тамбейском, Северо-Тамбейском и Западно-Тамбейском месторождениях.

## Климат
| Показатель              | Янв.  | Фев.  | Март  | Апр.  | Май  | Июнь | Июль | Авг. | Сен. | Окт. | Нояб. | Дек.  | Год |
| ----------------------- | ----- | ----- | ----- | ----- | ---- | ---- | ---- | ---- | ---- | ---- | ----- | ----- | --- |
| Средняя температура, °C | −23,3 | −23,7 | −19,9 | −14,4 | −5,9 | 1,8  | 6,8  | 7,3  | 3,6  | −5,1 | −14,6 | −20,1 | −9  |
| Источник:               |       |       |       |       |      |      |      |      |      |      |       |       |     |